# Nationalversammlung (Mauretanien)
Die Nationalversammlung von Mauretanien (französisch Assemblée nationale de Mauritanie, arabisch الجمعية الوطنية, DMG al-Ǧamʿiyya al-Waṭaniyya) ist das nationale Parlament im legislativen Einkammersystem der Islamischen Republik Mauretanien.
Die 157 Mitglieder werden alle fünf Jahre in einer Mischung aus Mehrheits- und Verhältniswahl gewählt. Vier Abgeordnete werden von Mauretaniern im Ausland gewählt. Männer und Frauen besitzen ab 18 Jahren das Wahlrecht.
Das Parlamentsgebäude befindet sich in der Hauptstadt Nouakchott.

## Wahlen
Nach dem Militärputsch vom 3. August 2005 war der Militärrat für Gerechtigkeit und Demokratie höchstes Staatsorgan in Mauretanien.
Danach fanden Wahlen am 19. November sowie am 3. Dezember 2006 statt.
Mit dem Militärputsch in Mauretanien 2008 übernahm Mohamed Ould Abdel Aziz wieder die Macht.
Die ursprünglich für den 1. Oktober 2011 angesetzten nächsten Parlamentswahlen wurden schließlich im November und Dezember 2013 durchgeführt.
Die bisher letzten Wahlen fanden am 13. und 27. Mai 2023 statt.